# Sarkophag der Seianti Hanunia Tlesnasa

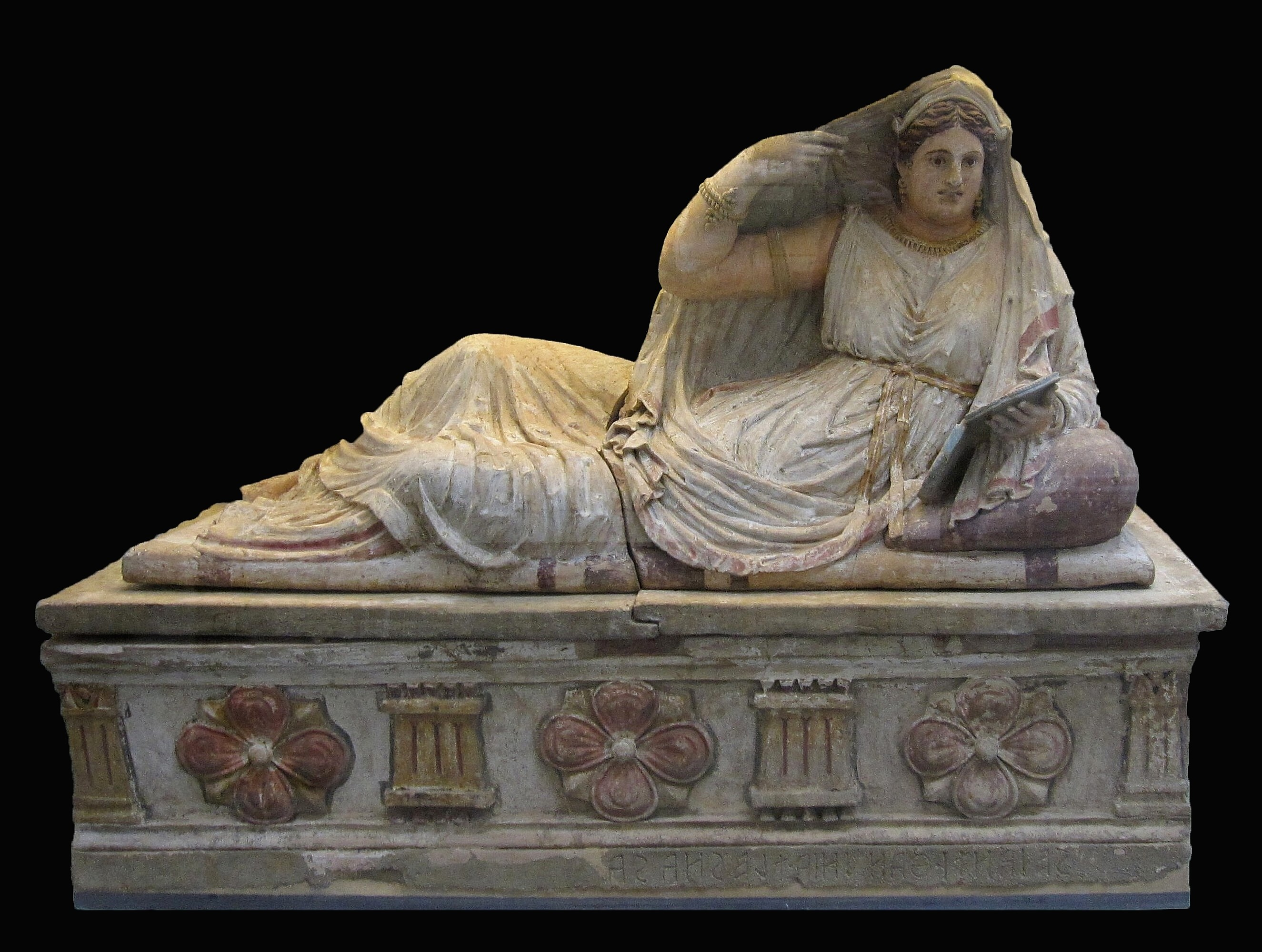
Sarkophag der Seianti Hanunia Tlesnasa

Der Sarkophag der Seianti Hanunia Tlesnasa ist ein etruskisches Artefakt aus dem 2. Jahrhundert v. Chr. und wurde 1886 in der Nähe von Chuisi entdeckt. Heute befindet sich der Sarkophag im Britischen Museum von London. Er zählt zu den bedeutendsten Werken der spätetruskischen Sepulkralkultur.

## Beschreibung des Sarkophags

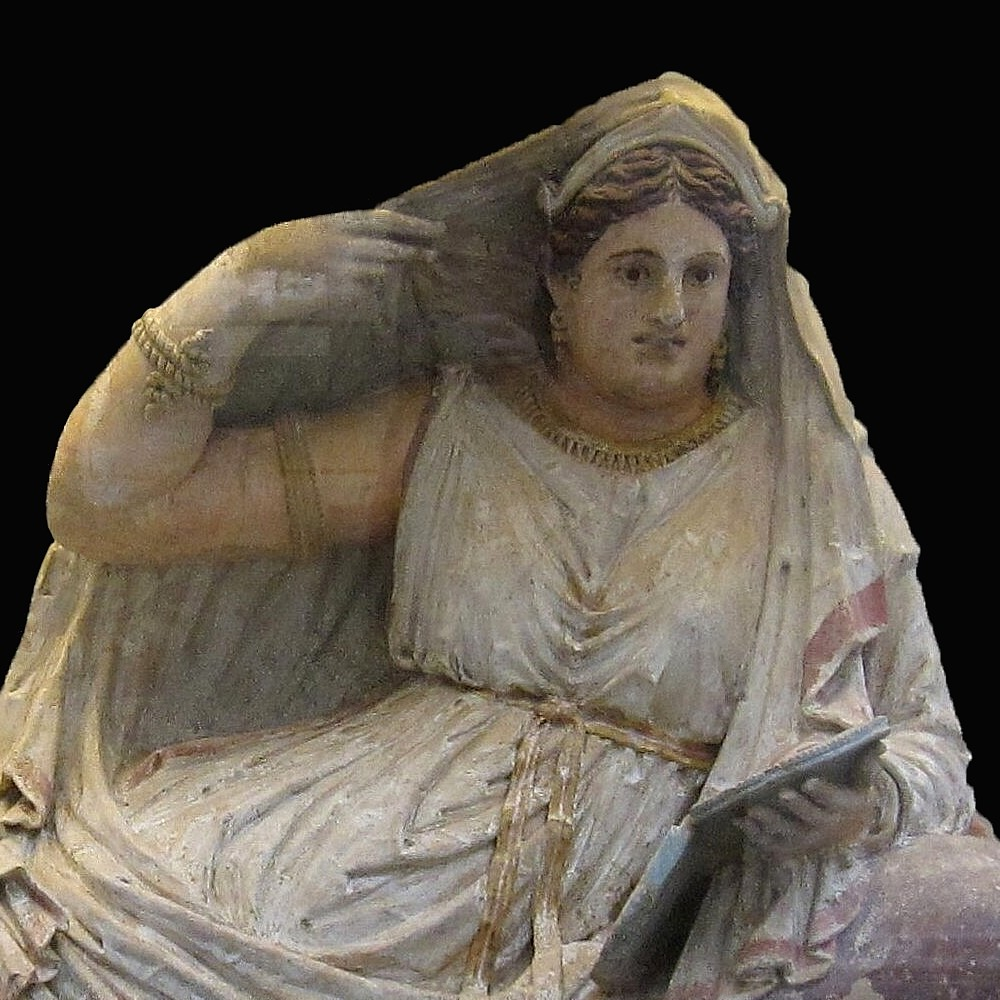
Detail des Sarkophags

Der 1,83 m lange, 70 cm breite, 42 cm hohe und 750 kg schwere Sarkophag wurde aus Terrakotta angefertigt und ist mit einer weißen Beschichtung überzogen, die Marmor imitieren soll. Diese Schicht war mit intensiven bunten Farben bemalt, von denen noch Farbreste vorhanden sind. Der Sarkophag ist in wechselnder Folge mit Architekturelementen (Triglyphen) und floralen Ornamenten (Rosetten) verziert. Der Deckel ist in der Mitte in zwei Hälften unterteilt.
Auf dem Sarkophag ist eine junge, weibliche Person dargestellt, die sich auf einer Matratze liegend mit dem linken Ellenbogen von einem Kissen abstützt. In der linken Hand hält sie einen aufgeklappten Spiegel. Mit der rechten Hand hält sie einen über den Hinterkopf gezogenen Schleier. Sie trägt Goldschmuck, darunter Fingerringe, Ohrringe, ein Halskette, Reife an Ober- und Unterarm und auf dem Kopf ein Diadem. Ihr kastanienbraunes Haar ist in der Mitte gescheitelt und in feinen Wellen nach hinten gekämmt. Das ärmellose bodenlange Kleid wird in der Taille durch ein geknotetes Band gerafft, dessen Enden als Zierde herabhängen. Darüber trägt sie einen knielangen dünnen Mantel. Die Kleidungsstücke werfen feine Falten und umspielen ihren üppigen wohlgeformten Körper. Die Figur ist überlebensgroß gestaltet, da sie auf einem 1,83 m langen Sarkophag mit leicht angezogenen Knien liegt, also stehend etwa 2 m groß wäre.
Unklar ist, bei welchem Anlass oder Vorgang die Verstorbene dargestellt wird. Möglich scheint ein Bankett im Totenreich, ein regelmäßig wiederkehrendes Thema in Grabmalereien. Allerdings fehlt bis auf die liegende Position jeder weitere Hinweis auf ein Festessen. Etruskerinnen durften im Gegensatz zu Griechinnen mit am Tisch liegen. Aufgrund des Schleiers und der festlichen Kleidung ist wahrscheinlicher, dass die Verstorbene als Braut dargestellt und der Anlass ihre Hochzeit ist. Vielleicht befindet sich Seianti aber schon in der Unterwelt und blickt von ihrem Spiegel auf, als erwarte sie jemanden. Neuere Forschungen haben gezeigt, dass das, was früher in Grabmalereien als Abschiedsszenen interpretiert wurde, tatsächlich Begrüßungen sind, um Neuankömmlinge willkommen zu heißen.

## Einordnung des Sarkophags

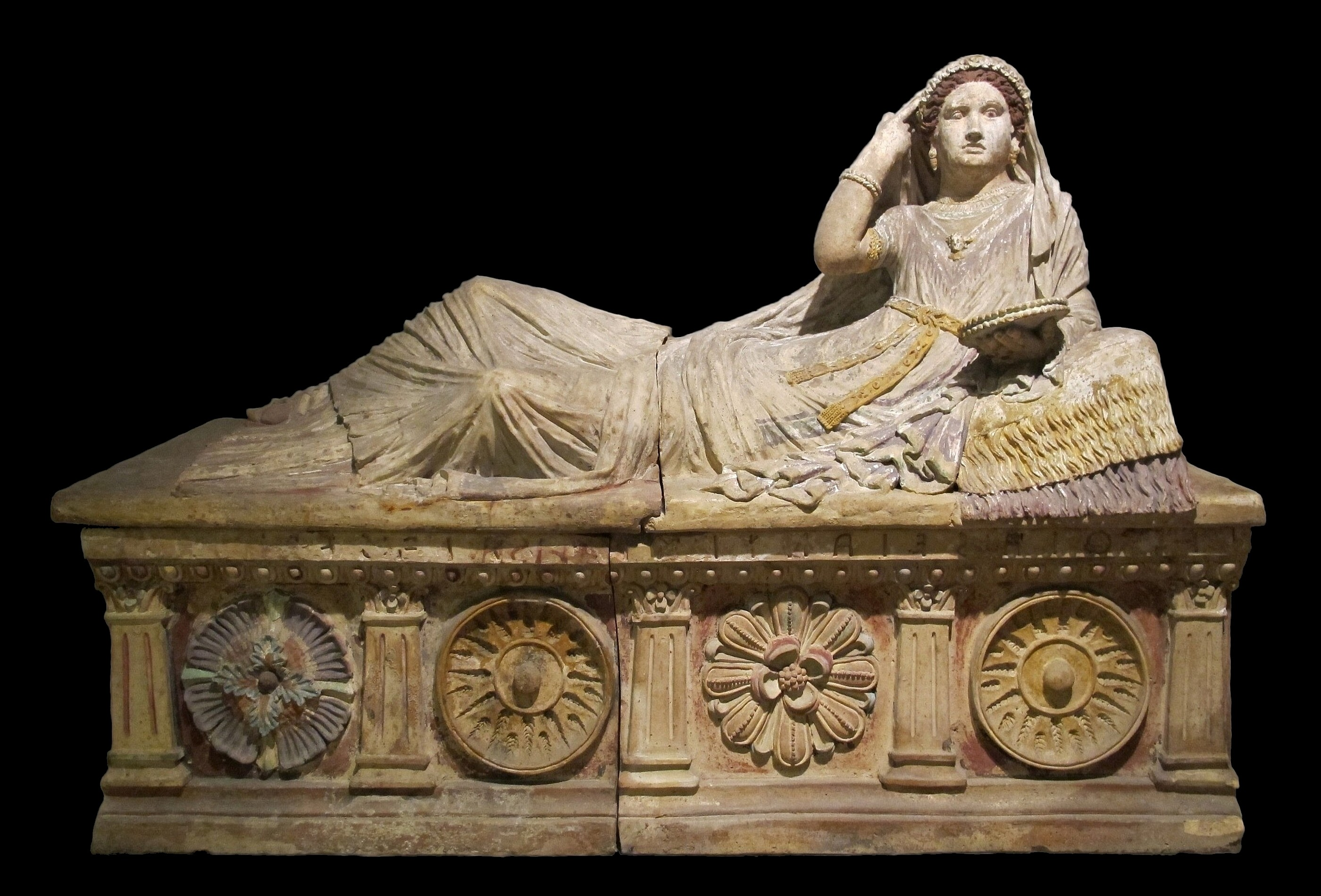
Sarkophag der Larthia Seianti

Der Sarkophag entspricht hinsichtlich Stil und Technik dem Sarkophag der Larthia Seianti, der aus einem Mehrkammergrab nahe Chuisi stammt und sich im heute im Archäologischen Nationalmuseum von Florenz befindet. Beide Personen entstammen wahrscheinlich derselben aristokratischen Familie. Die Konstruktion der Grabkammern und der Stil der darin gefundenen Kunstgegenstände auf das 2. Jahrhundert v. Chr. hin. Ein Teil der neueren Forschung datiert beide Sarkophage auf etwa 150 v. Chr. Nach anderer Auffassung ist der Sarkophag der Larthia Seianti 20 bis 30 Jahre älter und stammt aus der Zeit zwischen 170 und 180 v. Chr.
Die beiden Seianti-Sarkophage sind im Vergleich zu anderen Terrakotta-Sarkophagen ungewöhnlich fein gearbeitet und reich dekoriert. Die verwendeten Farben wie das sog. ägyptische Blau, von dem sich Reste auf dem Spiegel finden, waren kostbar und teuer. Überhaupt war die Bemalung von Sarkophagen nicht die Regel, wie zahlreiche Exemplare aus der Umgebung belegen. Die Herstellung des Sarkophags erforderte zudem großes Geschick, da die Tonskulptur aufgrund ihres Eigengewichts vor dem Brennen mit Holzstreben oder einem Gitterwerk gestützt werden musste. Die Figur der Seianti wurde in insgesamt fünf Teilen angefertigt, die man nach dem Brennen zusammenfügte.
In Etrurien wurden verschiedene Arten von lokalem Stein für Urnen und Sarkophage verwendet, aber abgesehen von Alabaster, der hauptsächlich in der Region von Volterra angebaut wurde, waren sie schwer zu bearbeiten. Zu Marmor hatten die Etrusker keinen Zugang. Die Marmorsteinbrüche in Carrara wurden erst im 1. Jahrhundert v. Chr. erschlossen. Daher war Terrakotta häufig das bevorzugte Material für die kunstvollen Skulpturen, mit denen die Etrusker auch Tempel verzierten, während Statuen, von denen nur wenige die Zeiten überdauert haben, sehr oft aus Bronze gefertigt wurden.

## Inschrift auf dem Sarkophag
In den Sockel des Sarkophags wurde vor dem Brennen des Tons eine etruskische Inschrift eingeritzt, die gemäß den Schreibgewohnheiten der Etrusker von rechts nach links mit spiegelverkehrten Buchstaben verfasst ist:
Die heute anerkannte Lesung der Inschrift lautet:
SEIANTI HANUNIA TLESNASA
SEIANTI ist ein lokal verbreiteter Gentilname aus dieser Zeit. Zunächst nahm man an, dass der zweite Namen mit dem Buchstaben Θ (Theta) beginnt und daher den Vornamen THANUNIA wiedergibt. Die Nennung des Gentilnamens vor dem Vornamen war in der etruskischen Namensgebung nicht ungewöhnlich. In der neueren Forschungen gelangt man dagegen zu dem Schluss, dass es sich bei diesem Buchstaben um ein etruskisches H handelt und der angegebene Name HANUNIA lautet. Die Entdeckung von sechs weiteren Inschriften mit diesem Namen in der Umgebung von Chiusi, darunter der Name einer VELIA SEIANTI HANUNIA, legt nahe, dass es sich bei HANUNIA nicht um einen Vornamen, sondern um einen Gentilnamen handelt. Man nimmt heute an, dass die Seianti und Hanunia zwei bedeutende etruskische Familien gewesen sind und die Verstorbene von diesen Familien abstammte. Da TLESNASA der Gentilname des Ehemanns zu sein scheint, werden in der Inschrift also drei Gentilnamen aufgezählt, ohne dass der Vorname der Verstorbenen genannt wird.
Die Inschrift könnte darauf hindeuten, dass die Verstorbene selbst lesen und schreiben konnte. Da Gegenstände wie Spiegel, Gefäße und Webstühle gelegentlich mit dem Namen der weiblichen Besitzer versehen waren und Etruskerinnen in der Aristokratie ein hohes gesellschaftliches Ansehen besaßen, kann man annehmen, dass zumindest ein Teil der etruskischen Aristokratinnen lesen und schreiben konnte. Da Seianti offenbar einer bedeutenden und wohlhabenden Familie angehörte, dürfte sie folglich des Lesens und Schreibens kundig gewesen sein.

## Untersuchung des Skeletts

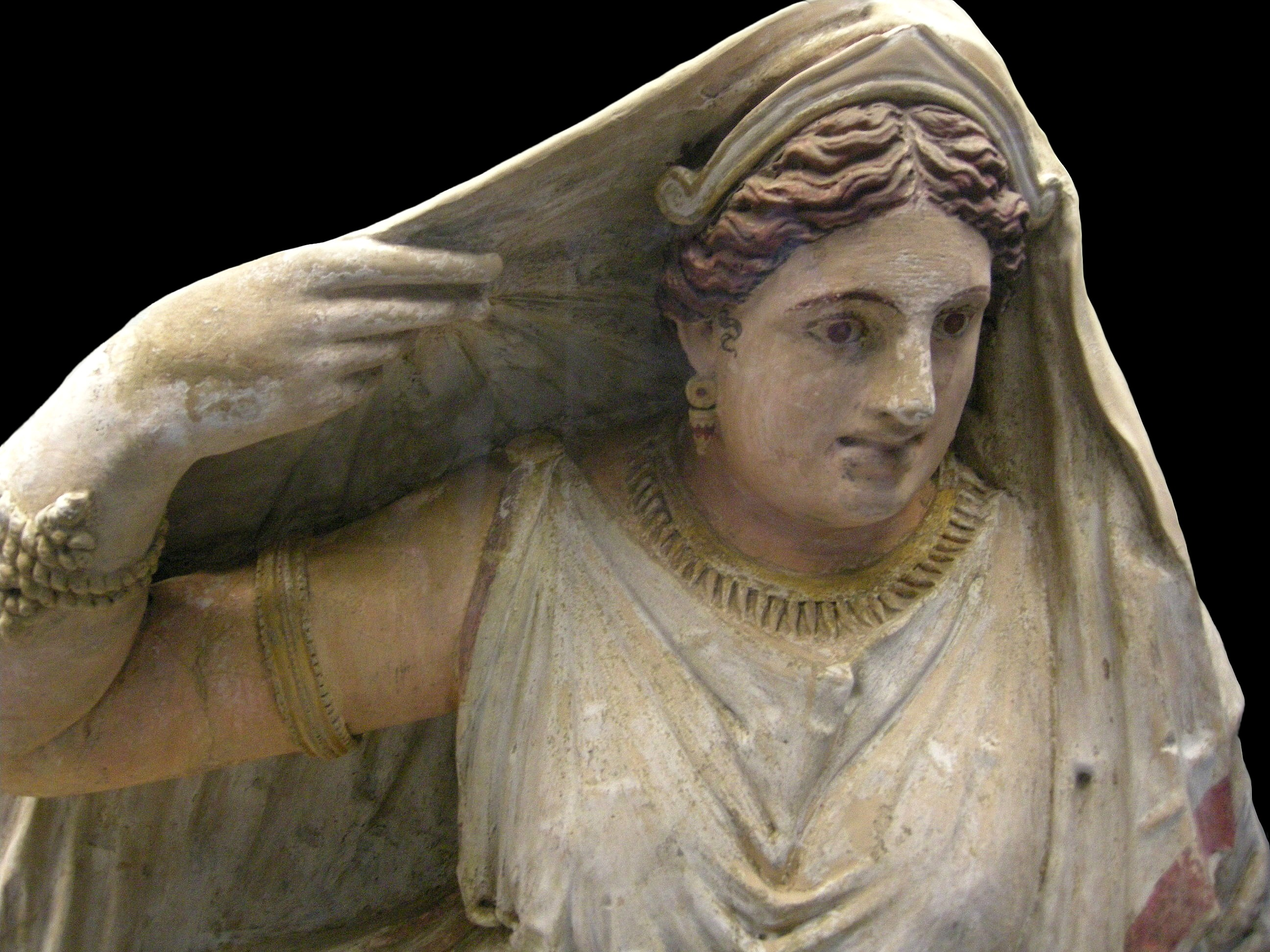
Detail des Sarkophags

Im Sarkophag befindet sich noch heute das Skelett der Seianti Hanunia Tlesnasa. Die Verstorbene ist offenbar stark idealisiert und verjüngt dargestellt, denn der im Sarkophag gefundene Schädel, an dem mehrere Zähne fehlen und die erhaltenen abgenutzt sind, lässt auf eine ältere Frau schließen. Die Untersuchung des Skeletts führte zu dem Ergebnis, dass die Frau zum Zeitpunkt ihres Todes korpulent, etwa 1,54 m groß und zwischen 50 und 55 Jahre alt war, was etwa der damaligen durchschnittlichen Körpergröße und Lebenserwartung einer Frau entsprach. Eine Radiocarbonuntersuchung ergab, dass die Person zwischen 250 und 100 v. Chr. verstorben ist.
Im Jahr 2002 nahm ein Expertenteam unter der Leitung von Judith Swaddling eine umfangreiche medizinische Untersuchung des Skeletts vor und gelangte zu einem detailreichen Befund. Offenbar hatte die Verstorbene als junge Frau ein Trauma der Weichteile ihres rechten Beckens und der unteren Lendenwirbelsäule erlitten. Die Verletzungen führten wahrscheinlich zu Hämatomen, Nekrosen und Veränderungen des Knochengewebes und verursachten lebenslange Schmerzen und Bewegungseinschränkungen im Hüft- und Beckenbereich. Die Verstorbene litt auch unter einer Schädigung des rechten Kiefergelenks, die ungefähr zur gleichen Zeit aufgetreten war und sie unter Gelenkschmerzen und Abszessen leiden ließ. Vielleicht musste sie bis ins Alter speziell zubereitete weiche Nahrungsmittel zu sich nehmen und litt eventuell unter Beschwerden beim Sprechen. Zudem hatte sie in der Jugend eine Fraktur des Orbitaknochens unter ihrem rechten Auge erlitten.
Die genannten Verletzungen sind vermutlich alle zur gleichen Zeit aufgetreten und auf einen Unfall zurückzuführen. Seianti könnte mit der rechten Seite auf einen harten Gegenstand wie z. B. einen Fels oder Baumstamm gefallen sein. Dabei dürfte sie auch einige Zähne verloren haben. Als Ursache der Verletzungen kann ein Reitunfall vermutet werden. Trotz der Einschränkungen war Seianti bei relativ guter Gesundheit, hatte mindestens ein Kind geboren und litt vielleicht erst im Alter an Skoliose und Arthritis. Als Aristokratin standen ihr wahrscheinlich genügend Bedienstete zur Seite, um ihr Leben annehmlicher zu gestalten.

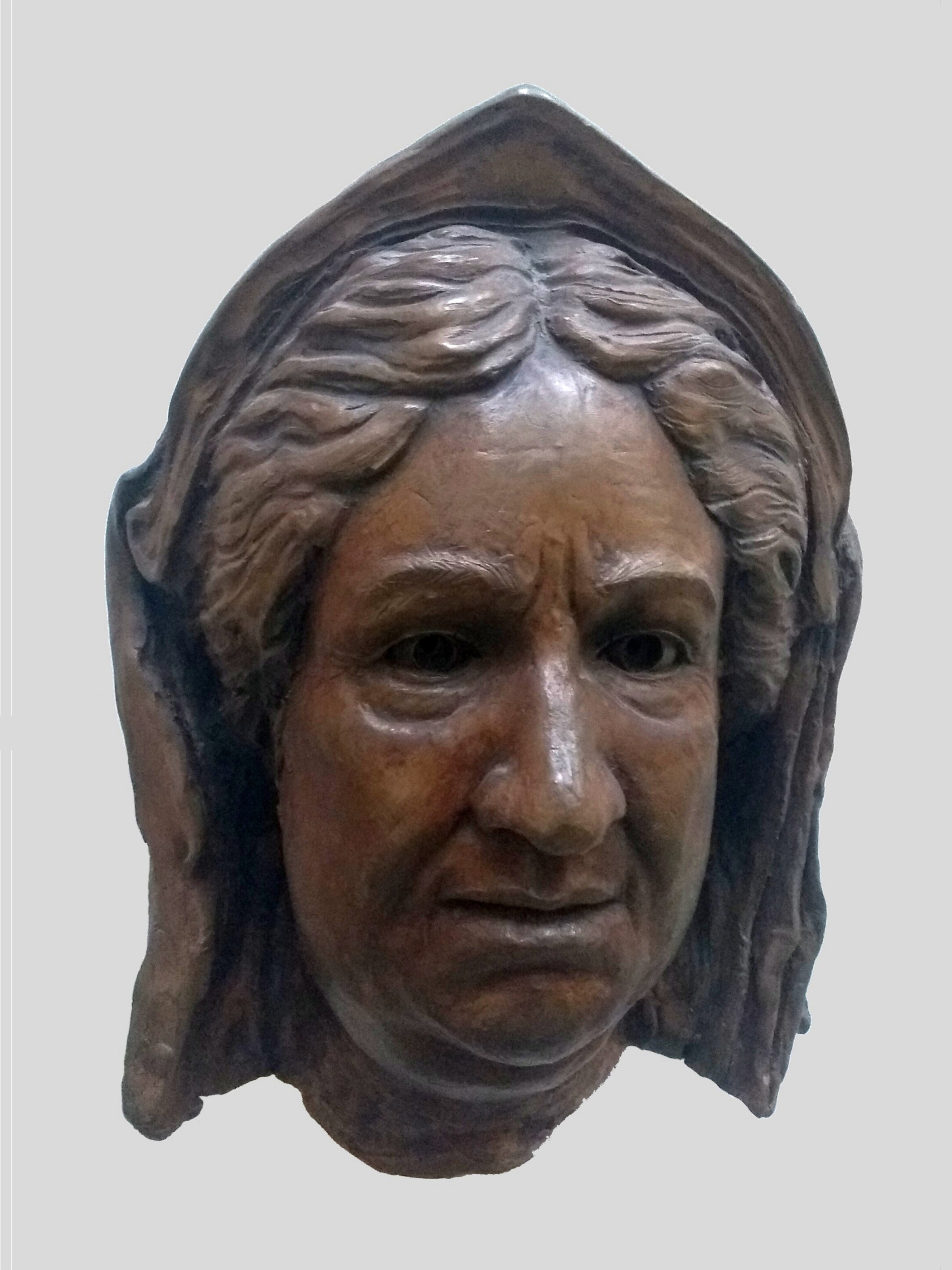
Gesichtsrekonstruktion der Seianti Hanunia Tlesnasa im Britischen Museum

Basierend auf dem Schädel wurde eine Gesichtsrekonstruktion vorgenommen, indem man einen Abguss des Schädels allmählich mit Schichten von Ton überzog, je nach der Dicke der Haut und Muskulatur und unter Berücksichtigung des Alters und der Gesundheit der Person. Das Ergebnis zeigt eine gewisse Übereinstimmung zwischen den Gesichtszügen der Figur und der Dargestellten, die eine gewollt porträthafte Nachbildung der Verstorbenen nahelegt. Dieser angedeutete Realismus in der etruskischen Kunst unterscheidet das Werk von den hellenistischen Schöpfungen dieser Zeit, die ganz in der griechischen Tradition verhaftet zur Idealisierung neigen. Nach anderer Auffassung besteht eine gewisse Diskrepanz zwischen dem rekonstruierten Gesicht der Seianti Hanunia Tlesnasa und ihrem idealisierten Abbild auf dem Sarkophag, so dass man nicht von einer porträthaften Darstellung als Merkmal der Grabskulptur in der hellenistischen Periode ausgehen kann.

## Entdeckung des Grabes

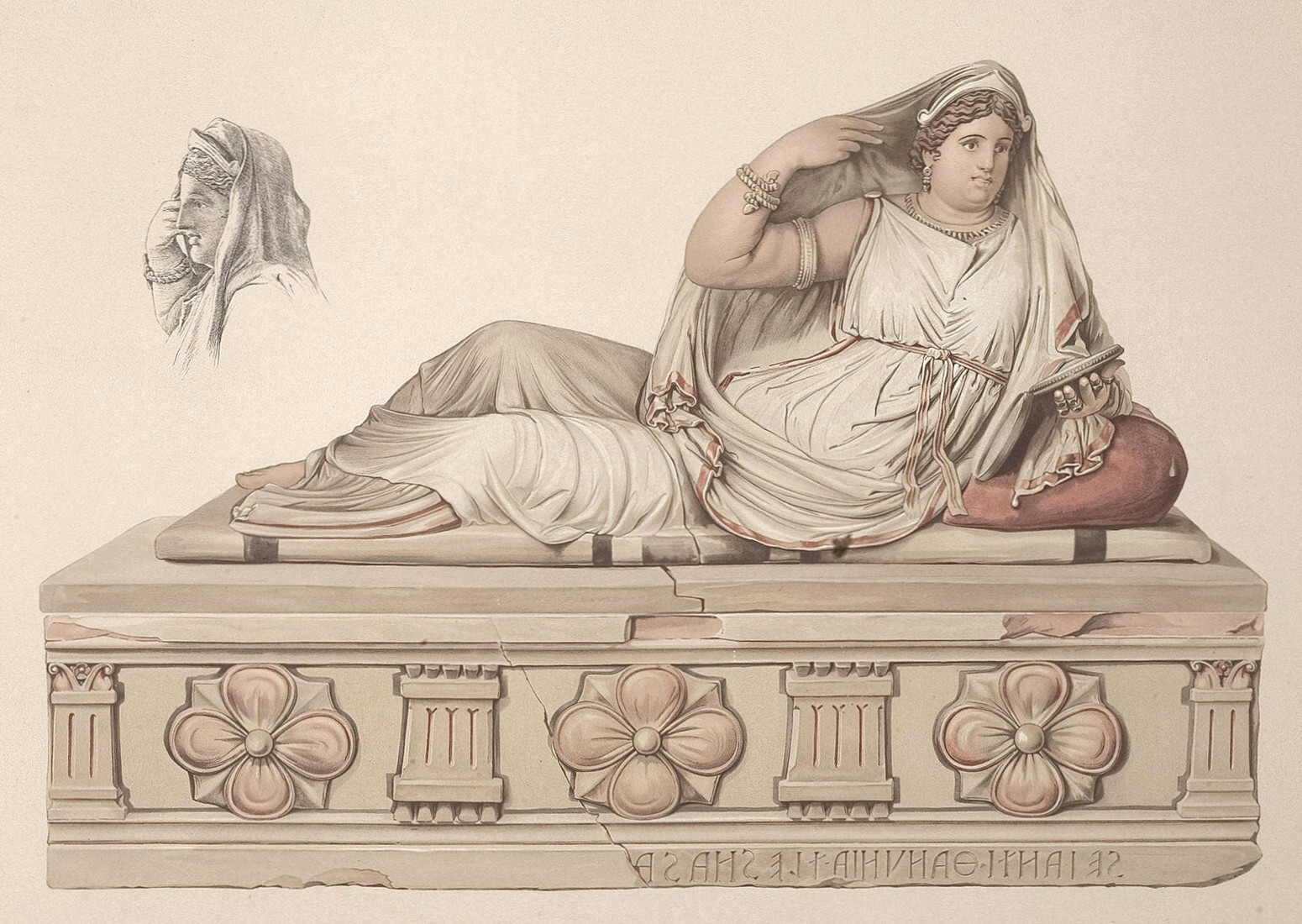
Zeichnung aus Antike Denkmäler des Kaiserlich Deutschen Archäologischen Instituts (1891)

1886 wurde 6 km westlich von Chiusi am Poggio Cantarello ein Einkammergrab entdeckt, in dem sich der Sarkophag der Seianti Hanunia Tlesnasa befand. Ein langer Gang (Dromos) führt zu der Grabkammer, an deren Rückwand der Sarkophag stand und die Rückwand in Breite und Höhe nahezu ausfüllte. Die Größe des Korridors, der zum Grab führt, lässt vermuten, dass der große, schwere Sarkophag in Einzelteilen in die Kammer getragen und dann dort zusammengefügt wurde.
Neben dem Sarkophag an der rechten Wand der Grabkammer waren mit eisernen Nägeln fünf silberne Gegenstände befestigt, darunter ein Spiegel. Das dünne Silberblech, aus dem er gearbeitet ist, legt nahe, dass er nicht für den täglichen Gebrauch, sondern nur als sepulkrales Dekorationsstück gefertigt wurde. Der mit einem Wogenschema verzierte Rand des Spiegels ist vergoldet.
Unter den weiteren Fundgegenständen befanden sich ein Salbgefäß (Alabastron) mit einem vergoldeten Wellenband, einen Schaber (Strigilis), mit dem Reinigungsöl, Schweiß und Staub vom Körper geschabt wurden, der aber auch zur Enthaarung gedient haben könnte, ein kleiner Eimer (Situla) und eine Büchse für Pomade oder Schminke mit Deckel (Pyxis). Die Girlanden der Büchse und der Deckelrand sind ebenfalls vergoldet. Der Spiegel wurde bei der Entdeckung des Grabes noch an der Wand befestigt gefunden. Die anderen vier Gegenstände waren nach Verrostung der Nägel auf den Boden herabgefallen.

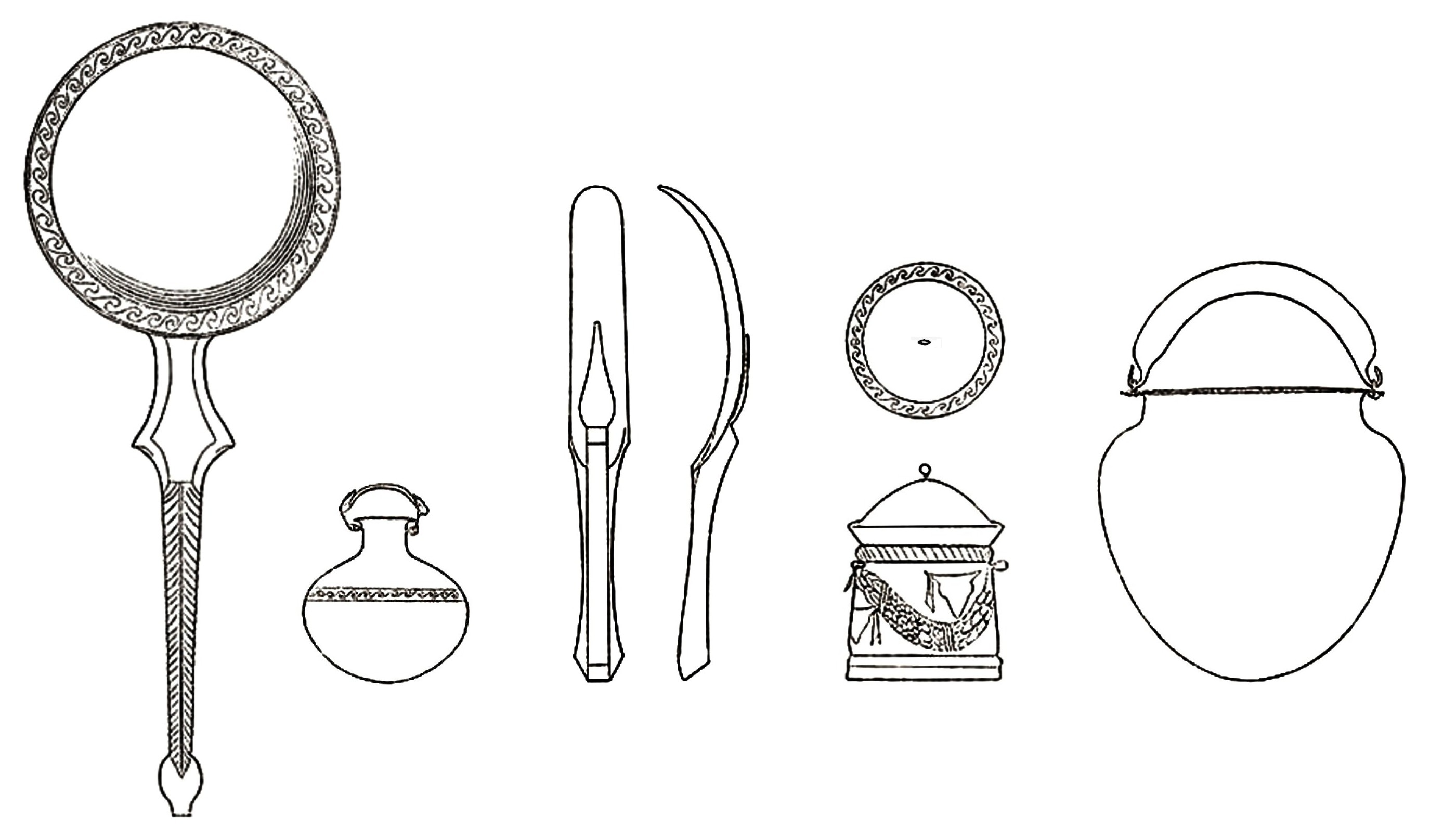
Weitere Fundobjekte im Grab der Seianti Hanunia Tlesnasa: Spiegel, Alabastron, Strigilis, Pyxis und Situla (Zeichnungen aus Antike Denkmäler)

Die Seltenheit und Größe des Sarkophags, der den Zugang zu den besten Handwerkern bescheinigt, und die Anlage eines Einzelgrabs für die Verstorbene bezeugen den Reichtum und den hohen Status dieser etruskischen Aristokratin. Meist teilte sich eine ganze Familie ein Mehrkammergrab auf einem öffentlichen Friedhofsareal. Einzelgräber dürften dagegen auf Privatgrundstücken gelegen haben. Allerdings ist ungeklärt, warum die Grabbeigaben der Verstorbenen so sparsam waren im Vergleich zu ihrer Verwandten Larthia Seianti, deren Grab zwar in einer Familiengruft untergebracht war, aber deutlich mehr Grabbeigaben umfasste.
Über die Entdeckung wurde erstmals 1886 in den Notizie degli scavi di antichità (Nachrichten über antike Ausgrabungen) und in den Mitteilungen des Kaiserlich Deutschen Archaeologischen Instituts, Römische Abteilung berichtet. Im deutschsprachigen Raum fand die Entdeckung erstmals 1891 Erwähnung im Band I Antike Denkmäler des Kaiserlich Deutschen Archäologischen Instituts. Zunächst gelangte der Sarkophag in den Besitz des klassischen Archäologen Wolfgang Helbig. 1887 konnte das Britische Museum von London den Sarkophag erwerben.

## Geschichtlicher Hintergrund

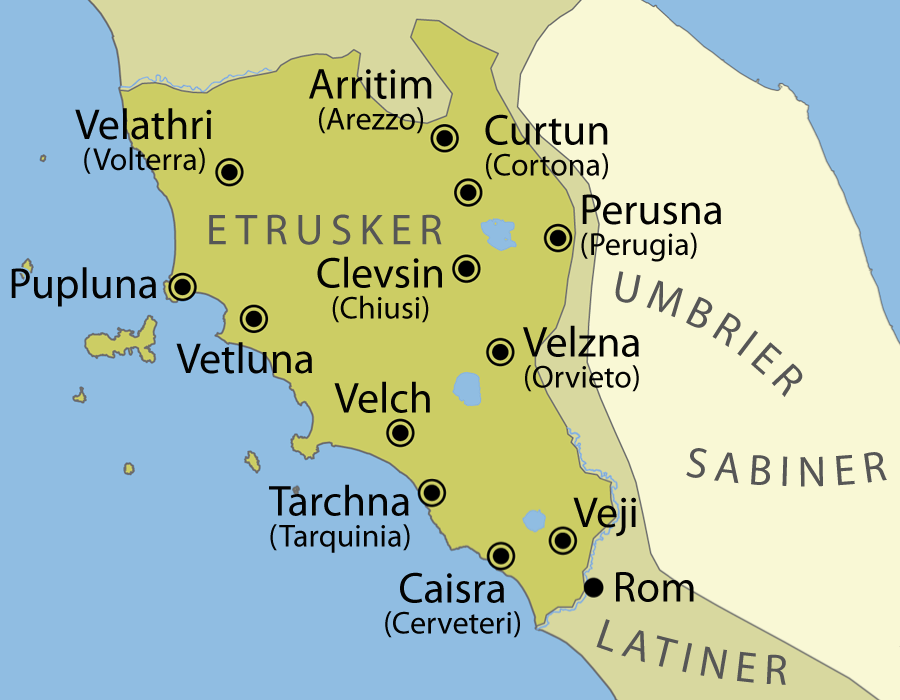
Karte des etruskischen Siedlungs- und Einflussgebiets mit den wichtigsten Städten

Chiusi (etruskisch Clevsin), in der hügeligen Landschaft des nördlichen Etruriens gelegen, war eine der bedeutendsten etruskischen Städte und zählte zu den ältesten Siedlungsgebieten der Etrusker. Sie gehörte dem Zwölfstädtebund an. Aus Chiusi stammte Lars Porsenna, der im 6. Jahrhundert v. Chr. die Stadt beherrschte und Rom erobern konnte. Die Beziehung zu Rom waren nicht immer feindlich. Als 390 v. Chr. Chiusi von den Galliern angegriffen wurde, kamen die Römer zu Hilfe, woraufhin sich die Gallier gegen Rom wandten. Im Verlauf des 4. Jahrhunderts v. Chr. wird archäologisch ein Machtverfall der Stadt sichtbar. Zu Beginn des 3. Jahrhunderts v. Chr. war die Gegend um Chiusi Schauplatz der Kämpfe der Römern gegen Gallier, Etrusker und Umbrer (Schlacht von Sentinum). Die Familie Seianti stammte vielleicht ursprünglich aus dem nahegelegenen Sentinum und könnte nach der Schlacht von dort nach Chiusi geflüchtet sein.
Die Verstorbene entstammte wahrscheinlich derselben aristokratischen Familie wie Larthia Seianti. Beide Frauen hatten in einer bewegten Zeit gelebt, in der Unruhen und Kriege, darunter der 2. Punische Krieg, über Mittelitalien hinweggefegt waren und Chuisi unter römischen Einfluss geriet. Mit dem Bau der Via Cassia wurde Nordetrurien direkt an das mächtige Rom angebunden und durch römische Ansiedlungen kolonisiert. Oftmals handelte es sich hierbei um landwirtschaftliche Niederlassungen, die von ehemaligen römischen Legionären (Veteranen) verwaltet wurden. Die nordetruskischen Städte erhielten ihre aristokratisch-oligarchische Ordnung aufrecht. Auch die Familie Seianti konnte offenbar ihren Wohlstand bewahren. Dadurch war es möglich, den beiden Frauen mit prächtigen Gräbern ein Denkmal zu setzen. Sarkophage dieser Art zählen zu den letzten genuin etruskischen Kunstschöpfungen. Bereits 150 Jahre später hatte sich die etruskische Kultur im Zuge der Romanisierung vollständig aufgelöst, Sprache und Kunst waren untergegangen.